# Dziemiany
Dziemiany (Dzimianen in tedesco) è un comune rurale polacco del distretto di Kościerzyna, nel voivodato della Pomerania.
Ricopre una superficie di 124,97 km² e nel 2004 contava 4 029 abitanti.